# Fanning Springs State Park
Der Fanning Springs State Park ist ein State Park in Florida in den Vereinigten Staaten und liegt an der Straße US 19/98 bei Fanning Springs, etwa sieben Meilen nordwestlich von Chiefland im Levy County. Er steht unter Verwaltung des Florida Department of Environmental Protection. 

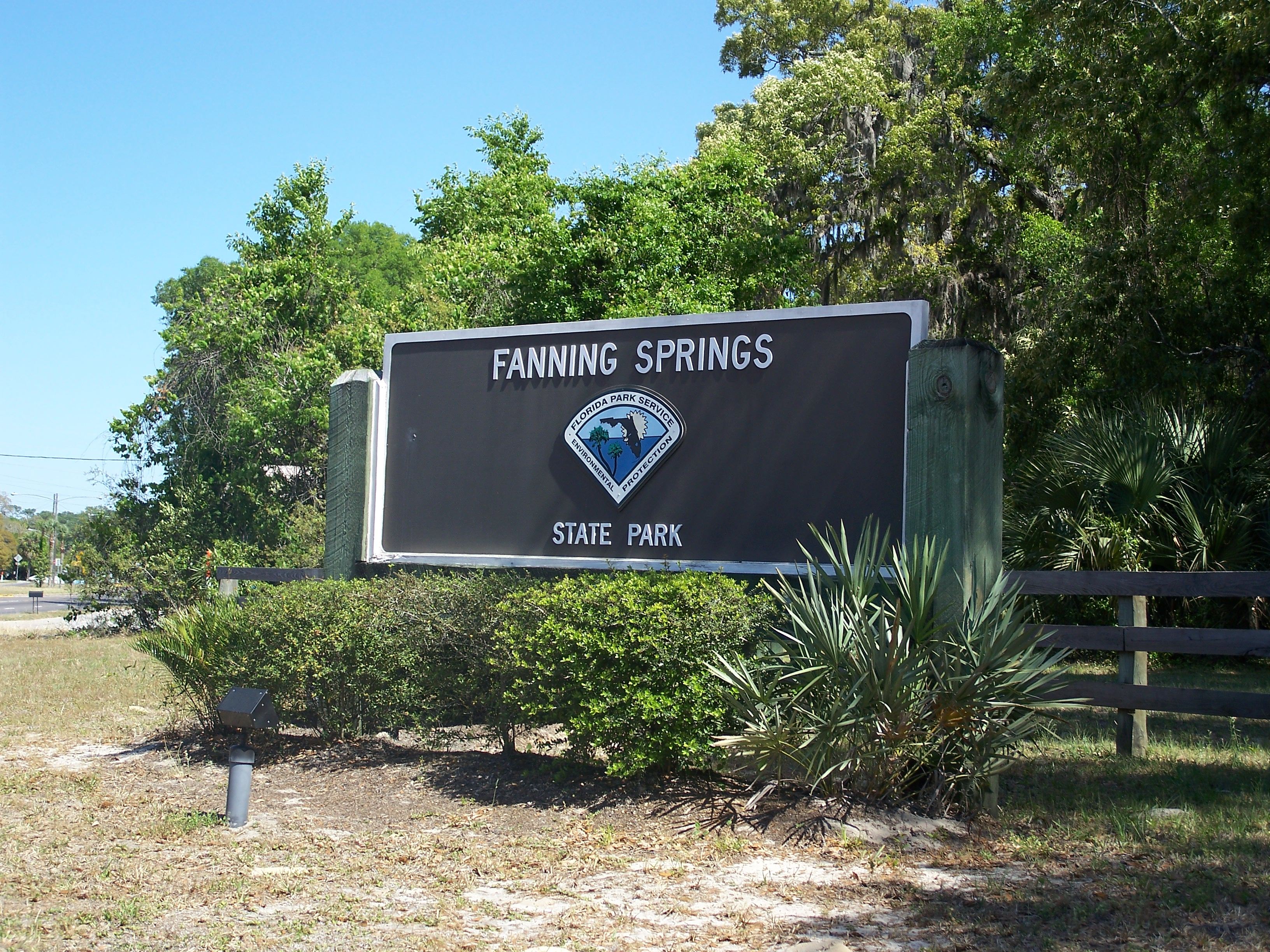
Eingang zum Park

## Lage und Beschaffenheit

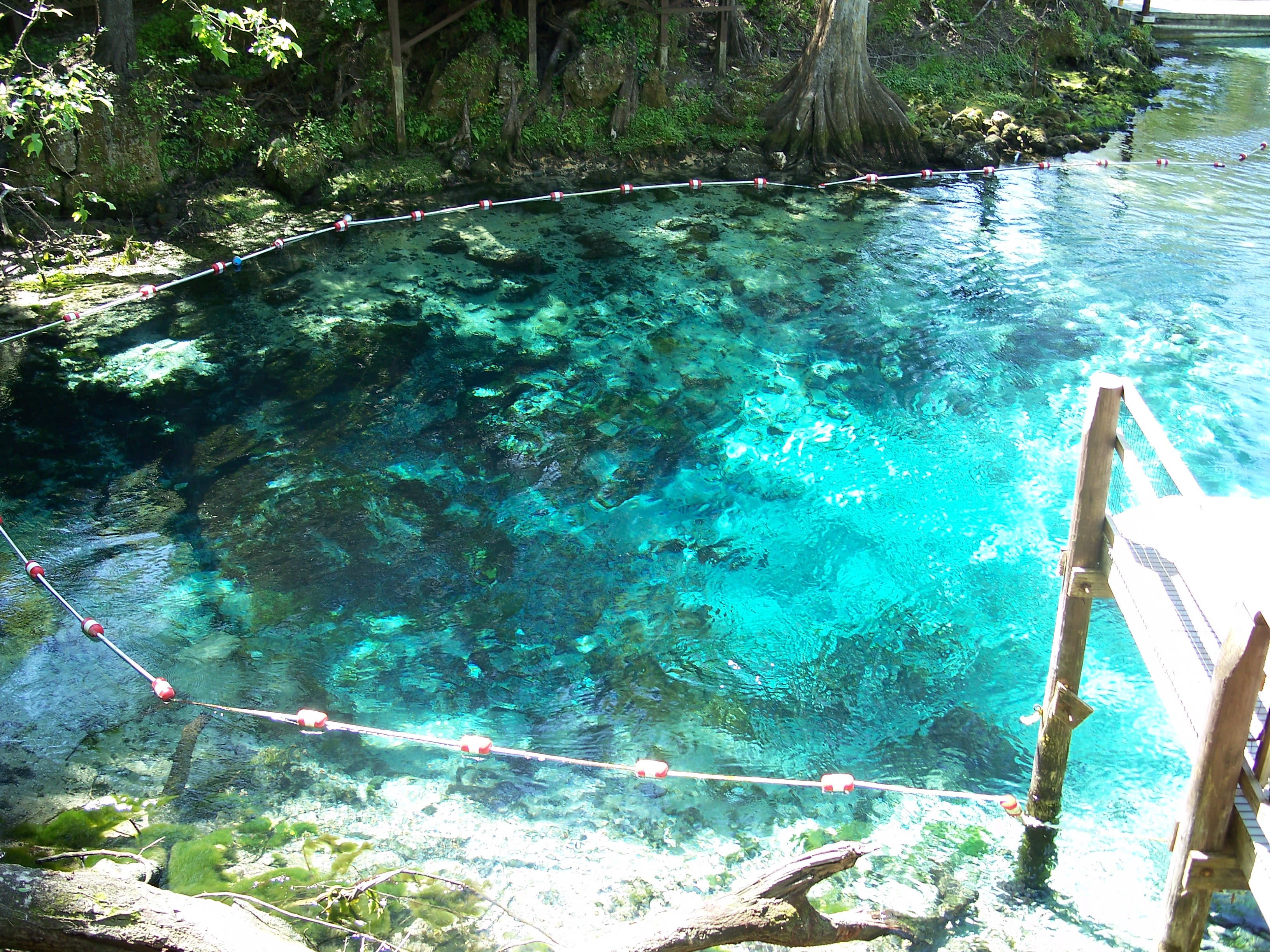
Quelltopf

Der Park von etwa 80 ha Größe liegt an einem glasklaren Fluss, der nach nur ¼ Meile in den Suwannee River mündet. Die Quellen bringen täglich 235 Millionen Liter Wasser hervor. Seit 1997 wird der Fanning Springs State Park vom Florida Park Service gemanagt. Es existieren kurze Wege zum Suwannee River, die durch die tropisch – dichte Vegetation führen. Um die Quellen herum gibt es Bademöglichkeiten, Liegewiesen und Grillplätze. Für Übernachtungsgäste stehen cabins (Blockhütten) zur Verfügung. Ebenso werden Kanus verliehen, mit denen man auf dem ruhigen Suwannee River paddeln kann.

### Besonderheiten
Wenn Rundschwanzseekühe in den Gewässern auftauchen, kann das Baden vorübergehend eingeschränkt werden, um die Tiere nicht zu stören. Aus Sicherheitsgründen ist das Baden nach starken Regenfällen mit einhergehender Trübung der Quellwässer ebenso verboten.

## Geschichte
An dieser tropisch anmutenden  Stelle siedelten schon vor 14.000 Jahren die Paleo – Indianer. Der Ort Fanning Springs verdankt seine Gründung dem 2. Seminolenkrieg: 1838 wurde hier Fort Fanning errichtet. Nur aus Holz gebaut und überstand die Zeiten nicht. Bis 1900 verkehrten auf dem Suwannee River Dampfschiffe, die vor allem Holz und Baumwolle transportierten. Nach 1900 übernahm zunehmend die Eisenbahn diese Dienste.

## Quelle
- Michael Iwanowski. www.iwanowski.de, Reisebuch - Verlag